# Кротошиці
Кротошице (пол. Krotoszyce, нім. Kroitsch) — село в Польщі, у гміні Кротошиці Леґницького повіту Нижньосілезького воєводства.
Населення — 651 особа (2011).
У 1975-1998 роках село належало до Легницького воєводства.

## Демографія
Демографічна структура станом на 31 березня 2011 року:
|          | Загалом | Допрацездатний вік | Працездатний вік | Постпрацездатний вік |
| -------- | ------- | ------------------ | ---------------- | -------------------- |
| Чоловіки | 315     | 74                 | 221              | 20                   |
| Жінки    | 336     | 75                 | 190              | 71                   |
| Разом    | 651     | 149                | 411              | 91                   |